# De Tomaso
De Tomaso Modena S.p.A. je italská automobilka. Založena byla v roce 1959 ve městě Modena (ze stejného města pocházejí i automobilky Ferrari a Maserati).
Nejslavnějším modelem byl sportovní vůz De Tomaso Pantera, kterého se prodalo přes 7200 kusů.